# Микрохирургия
Микрохирургия — раздел современной оперативной хирургии, включающий хирургические вмешательства на малых анатомических структурах с использованием оптических средств и микрохирургического инструментария. Внешним признаком микрохирургической операции является, как следует из определения, использование операционного микроскопа или хирургической лупы, микрохирургических инструментов и очень тонких шовных нитей. Методы микрохирургии применяются при выполнении хирургических вмешательств по поводу окклюзионных поражений сосудов голеней, лимфостаза, при поражениях периферических нервов, реплантации сегментов конечностей, аутотрансплантации тканей, а также в офтальмологии, оториноларингологии, гинекологии, нейрохирургии и других областях.

## Описание
Микрохирургические операции стали возможными после создания первых операционных микроскопов в начале 20-х годов XX века. Впервые операционный микроскоп предложил в 1921 г. С. Nylen, который модифицировал монокулярный микроскоп для использования его в хирургии среднего уха. Он в эксперименте на кроликах оперировал свищ лабиринта и производил фенестрацию при увеличении 10-15 раз. В этом же году C. Nylen использовал операционный микроскоп для лечения хронического отита и нескольких случаев ложного свища. В 1922 г. его руководитель G. Holmgren, сотрудничая с фирмой «Zeiss», разработал бинокулярный микроскоп.
Современные операционные микроскопы обеспечивают прекрасное освещение операционного поля благодаря галогеновым лампам и волоконным световодам. Инструментарий разнообразных насадок и сменных узлов вместе с автонастройкой оптического увеличения делают микроскоп применимым в хирургических операционных и документировать ход операции. Микрохирургические инструменты разнообразны: к ним относятся микроскальпели, лезвиедержатели, алмазные скальпели, микрохирургические ножницы, пинцеты для удержания тканей, завязывания нитей, микроиглодержатели с пружинными рукоятками, микрососудистые зажимы, различные виды крючков, бужей, специальные ранорасширители.
Решающее значение для успеха микрохирургической операции имеют особенности шовного материала. В микрохирургических операциях применяют атравматические иглы толщиной 70—130 мкм с синтетической нитью толщиной 16—25 мкм. Для операций на сосудах диаметром 0,3—0,6 мм используют металлизированный шовный материал, изготовляемый путем нанесения металла на конец синтетической нити, который благодаря специальной обработке превращается в своеобразную иглу.

## История
Развитие микрохирургии потребовало разработки её анатомической основы — микрохирургической анатомии, сформировавшейся в 90-е годы XX века как одно из направлений современной клинической анатомии, а также создания моделей отработки специальных мануальных навыков.